# Theaterplatz (Weimar)
Der Theaterplatz in Weimar mit dem Goethe-Schiller-Denkmal ist der Vorplatz des Deutschen Nationaltheaters. Er gehört zur Fußgängerzone von Weimars Altstadt und steht als Gesamtheit unter Denkmalschutz.

## Lage und Gestalt
Der Theaterplatz liegt im Südwesten der Weimarer Altstadt (Statistischer Bezirk 11) und besitzt eine Fläche von etwa 0,4 Hektar. Die Achse des rechtwinkligen Hauptbereichs ist um 22 Grad aus der Nord-Süd-Richtung nach Westen verschwenkt. Neben diesem Hauptbereich besitzt der Platz Verzweigungen an der Nordseite des Theaters und an der Platzostseite.
Auf den Platz münden von Norden die Wielandstraße, von Osten der Zeughof. von Süden die Schillerstraße und die Schützengasse, sowie von Westen die Dingelstedtstraße.

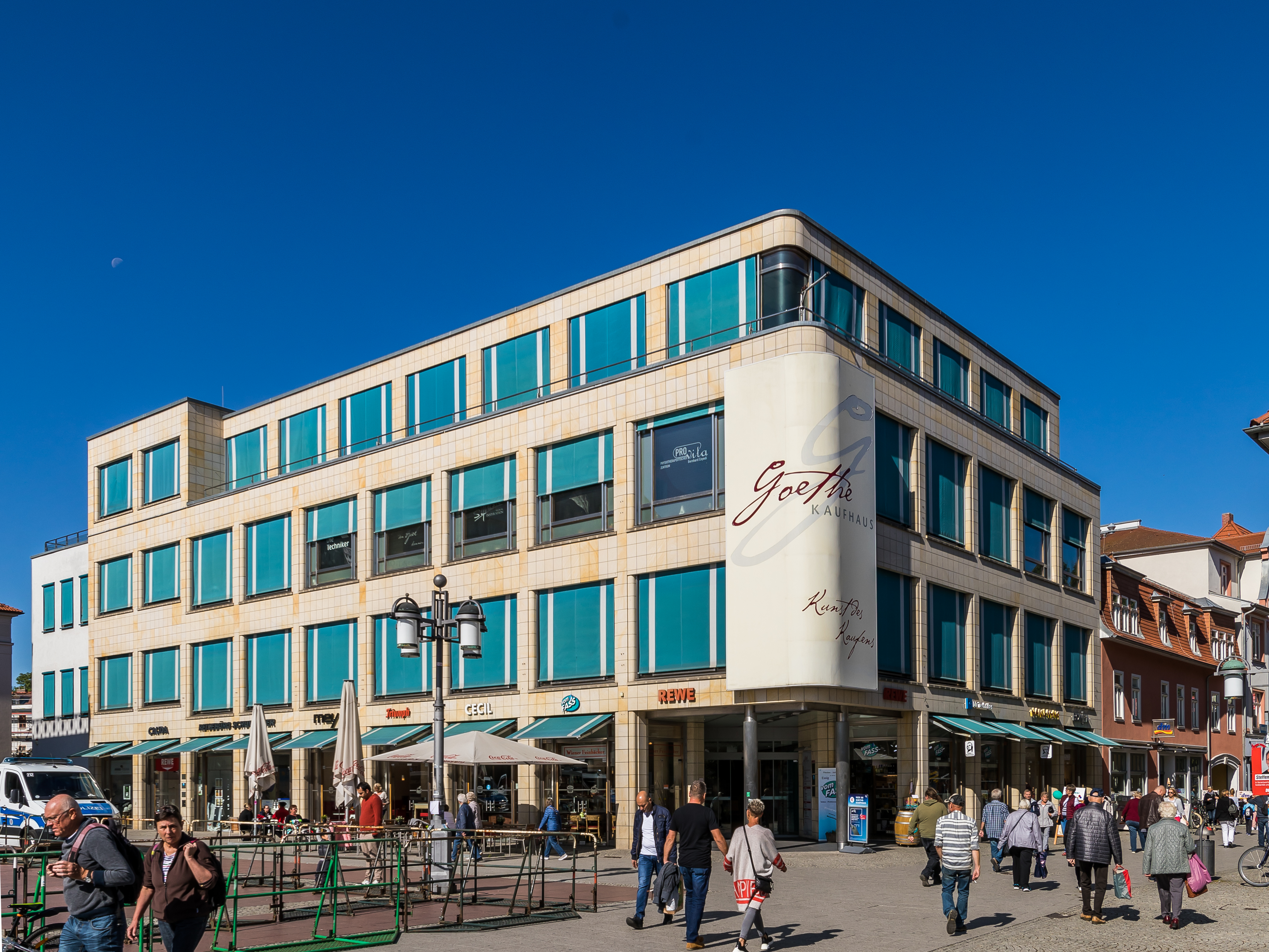
Goethekaufhaus (2019)
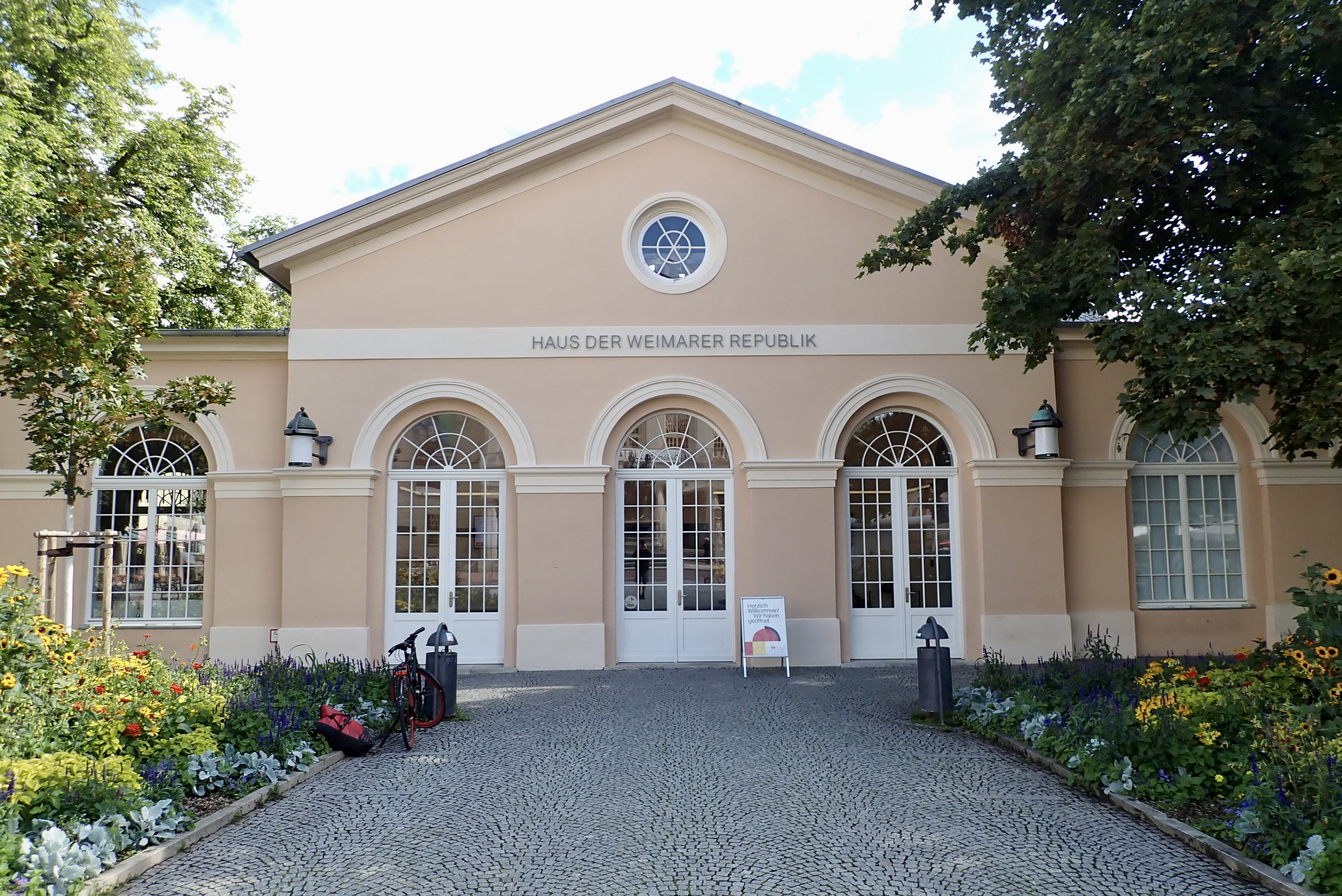
Haus der Weimarer Republik
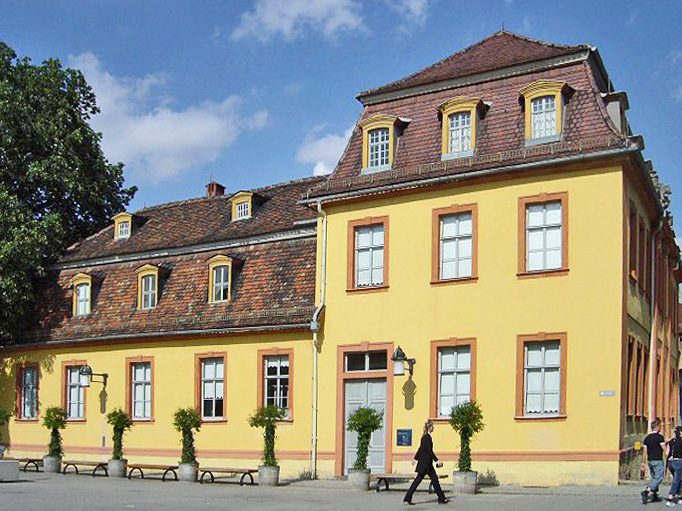
Wittumspalais (2004)

An der Westseite des Platzes steht das Nationaltheater mit dem vorgelagerten Goethe-Schiller-Denkmal. Die Nordseite belegt der Neubau des Goethekaufhauses. Die Ostseite teilen sich das Haus der Weimarer Republik und das Wittumspalais. An der Südseite herrscht Gastronomie vor, wobei im teilweise noch aus der Erbauungszeit erhaltenen Haus Nr. 1a Johanna Schopenhauer (1766–1838) zeitweise ihren Literarischen Salon abhielt. Theaterplatz 1 war das Bankhaus von Gabriel und Ephraim Ulmann.

## Geschichte
Bis zur Mitte des 18. Jahrhunderts lag der Bereich des heutigen Theaterplatzes außerhalb der befestigten Stadt. Die Stadtmauer verlief in etwa an seiner Ostseite. Nach deren teilweiser Niederlegung entstand zwischen 1767 und 1769 als erster Bau an dem freien Platz durch den Landbaumeister Johann Gottfried Schlegel ein Palais für den Weimarer Geheimrat und Minister Jakob Friedrich von Fritsch (1731–1814), das 1775 die bereits mit 18 Jahren verwitwete Herzogin Anna Amalia (1739–1807) als ihren Witwensitz erwarb, worauf es als Wittumspalais bekannt wurde und in welchem ihre berühmten Tafelrunden stattfanden. Nach verschiedenen künstlerischen Nutzungen wurde es Museum und steht seit 1998 auf der Liste der Unesco-Denkmale in Weimar.

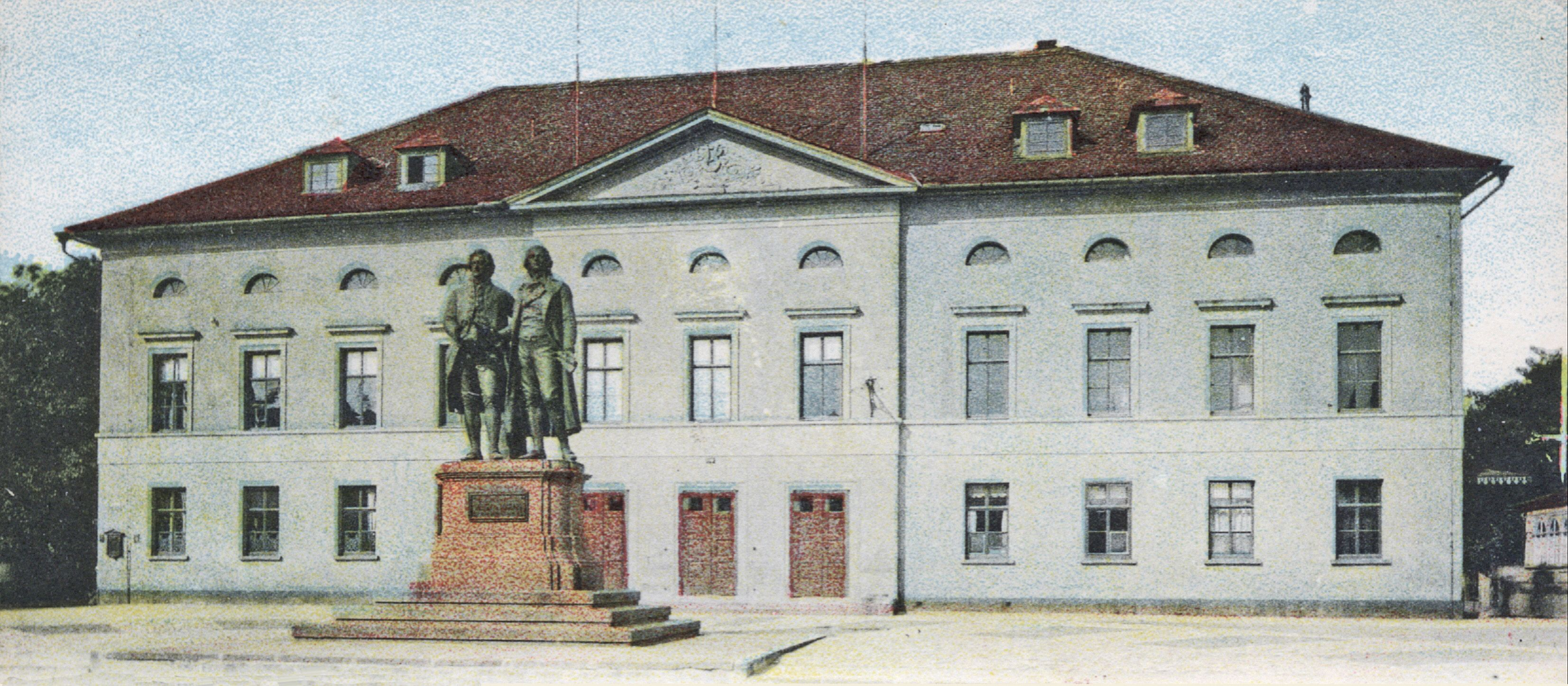
Das Hoftheater von 1825 (um 1900)

Dem Wittumspalais schräg gegenüber errichtete 1779 am heutigen Standort des Theaters Anton Georg Hauptmann (1735–1803) das Komödienhaus, das 1791 zum Hoftheater unter Goethes Leitung avancierte. Nach einem Brand im März 1825 wurde bis September des gleichen Jahres durch Carl Friedrich Christian Steiner (1774–1840) ein klassizistischer Neubau errichtet. Vor diesem wurde 1857 das von Ernst Rietschel (1804–1861) geschaffene Goethe-Schiller-Denkmal aufgestellt. Als zu Beginn des 20. Jahrhunderts das Gebäude den Anforderungen nicht mehr genügte, wurde nach Plänen des Münchner Architekten Max Littmann (1862–1931) der neoklassizistische Bau errichtet, dessen Fassade sich bis heute erhalten hat. Hier tagte 1919 die verfassunggebende Nationalversammlung, und das Haus wurde in Deutsches Nationaltheater Weimar umbenannt. Bei den Luftangriffen auf Weimar wurde u. a. das Deutsche Nationaltheater schwer beschädigt, das Theaterkasino, das sich m Haus Theaterplatz 1 befand, einst das Bankhaus Ulmann, zerstört.
Neben dem Wittumspalais schuf Clemens Wenzeslaus Coudray (1775–1845) 1823 eine in klassizistischen Formen gestaltete Wagenremise, die später als Theatermagazin (Kulissenhaus) genutzt und 1955 zur Kunsthalle umgebaut wurde. Ab 1994 beherbergte diese das Bauhaus-Museum Weimar, dem ab 2019 das Museum Haus der Weimarer Republik folgte.
An der Nordseite des Platzes gab es ab etwa 1930 das Kaufhaus Hepprich & Kabisch, das bis zum Ende der DDR-Zeit mit dem Namen HeKa, als Abkürzung für Hepprich Kabisch bekannt war. Nach der Wende wurde es 1995 abgerissen und bis 1996 das Geschäftshaus Goethekaufhaus errichtet, welches das entkernte ehemalige Wohnhaus Christoph Martin Wielands (1733–1813) mit einschließt.